# 景山甚右衛門
景山 甚右衛門（甚右衞門、かげやま じんうえもん、1855年5月29日（安政2年4月14日）- 1937年（昭和12年）10月18日）は、明治から大正期の実業家、政治家。衆議院議員。

## 経歴
讃岐国多度郡多度津村仲之（香川県多度郡多度津町を経て現仲多度郡多度津町）で、豪商「大隅屋」理右衛門の長男として生まれる。漢学を修めた。1873年（明治6年）6月、家督を相続した。戸長、連合町村会議員を務めた。
1890年（明治23年）讃岐鉄道を設立し社長に就任。1898年（明治31年）西讃電灯、讃岐電気を設立。1910年（明治43年）徳島県三好郡三縄（現三好市）に水力発電所を設け、社名を四国水力電気に改称。その他、多度津銀行頭取、多度津繁栄社長、讃岐紡績取締役、讃岐農工銀行取締役などを務めた。1924年（大正13年）関係企業の役員を辞任し、米穀肥料商を営んだ。
三崎亀之助の辞任に伴い1896年（明治29年）12月に実施された第4回衆議院議員総選挙香川県第4区補欠選挙で初当選。以後、第10回総選挙まで3回再選され、衆議院議員に通算4期在任した。

## 国政選挙歴
- 第2回衆議院議員総選挙（香川県第4区、1892年2月、国民協会）次点落選[8]
- 第3回衆議院議員総選挙（香川県第4区、1894年3月、国民協会）次点落選[8]
- 第4回衆議院議員総選挙補欠選挙（香川県第4区、1896年12月、国民協会）当選[6]
- 第5回衆議院議員総選挙（香川県第4区、1898年3月、国民協会）次点落選[9]
- 第8回衆議院議員総選挙（香川県郡部、1903年3月、立憲政友会）当選[10][10]
- 第9回衆議院議員総選挙（香川県郡部、1904年3月、立憲政友会）当選[10]
- 第10回衆議院議員総選挙（香川県郡部、1908年5月、立憲政友会）当選[11]